# 1858 in Zwitserland
Dit artikel beschrijft het verloop van 1858 in Zwitserland.

## Ambtsbekleders
De Bondsraad was in 1858 samengesteld als volgt:
| Naam | Naam                         | Partij    | Kanton       | Functie                                                               |
| ---- | ---------------------------- | --------- | ------------ | --------------------------------------------------------------------- |
|      | Jonas Furrer                 | radicalen | Zürich       | Bondspresident in 1858, hoofd van het Departement van Politieke Zaken |
|      | Jakob Stämpfli               | radicalen | Bern         | Vicebondspresident in 1858; hoofd van het Departement van Financiën   |
|      | Constant Fornerod            | radicalen | Vaud         | Hoofd van het Departement van Handel en Douane                        |
|      | Friedrich Frey-Herosé        | radicalen | Aargau       | Hoofd van het Departement van Militaire Zaken                         |
|      | Melchior Josef Martin Knüsel | radicalen | Luzern       | Hoofd van het Departement van Justitie en Politie                     |
|      | Wilhelm Matthias Naeff       | radicalen | Sankt Gallen | Hoofd van het Departement van Posterijen en Constructie               |
|      | Giovanni Battista Pioda      | radicalen | Ticino       | Hoofd van het Departement van Binnenlandse Zaken                      |

De Bondsvergadering werd voorgezeten door:
| Naam | Naam             | Partij              | Kanton     | Functie                                              |
| ---- | ---------------- | ------------------- | ---------- | ---------------------------------------------------- |
|      | Johann Stehlin   | gematigde liberalen | Bazel-Stad | Voorzitter van de Nationale Raad (vanaf 5 juli 1858) |
|      | Niklaus Niggeler | radicalen           | Bern       | Voorzitter van de Kantonsraad (vanaf 5 juli 1858)    |

## Gebeurtenissen

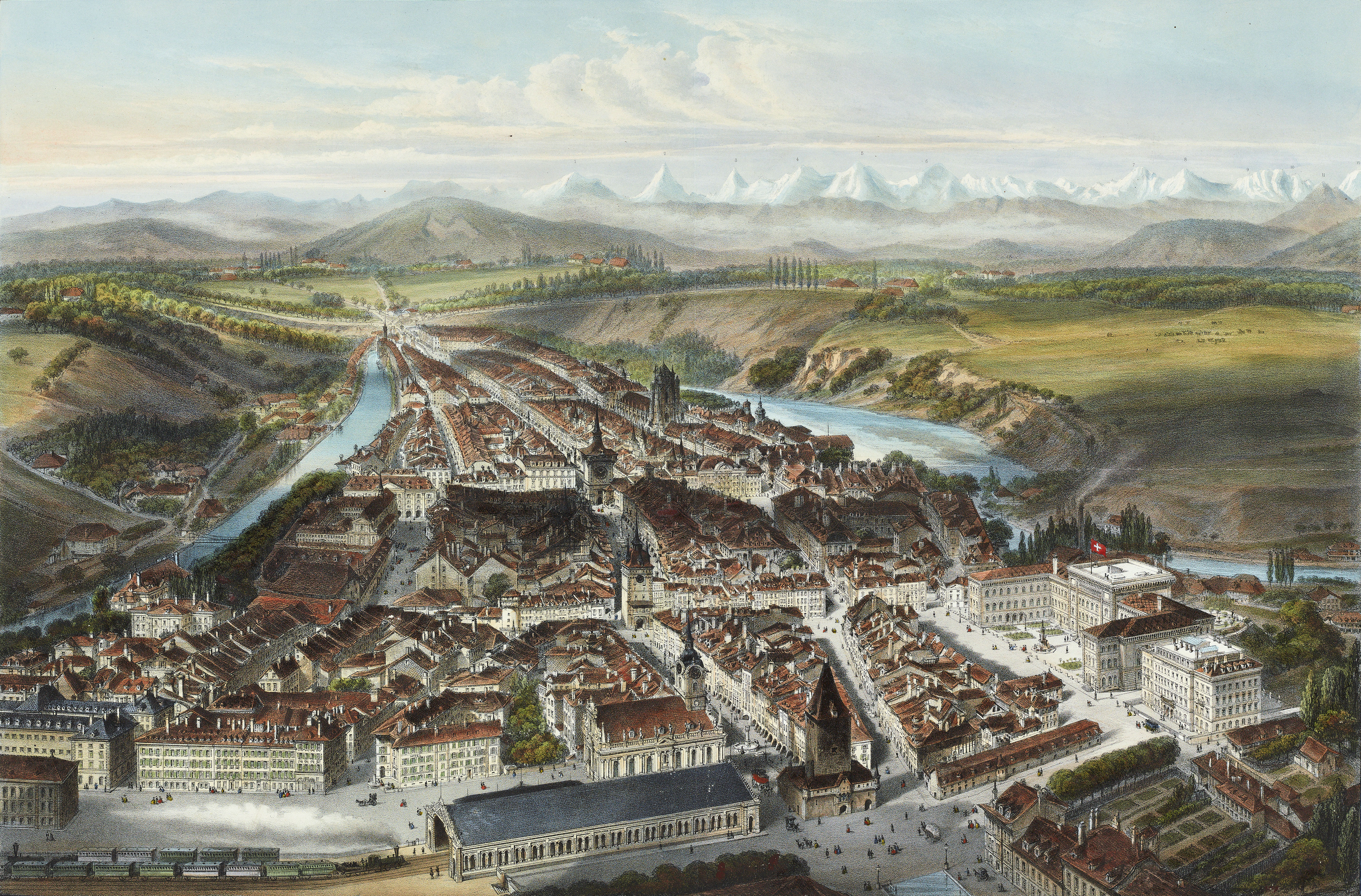
Bern in 1858.

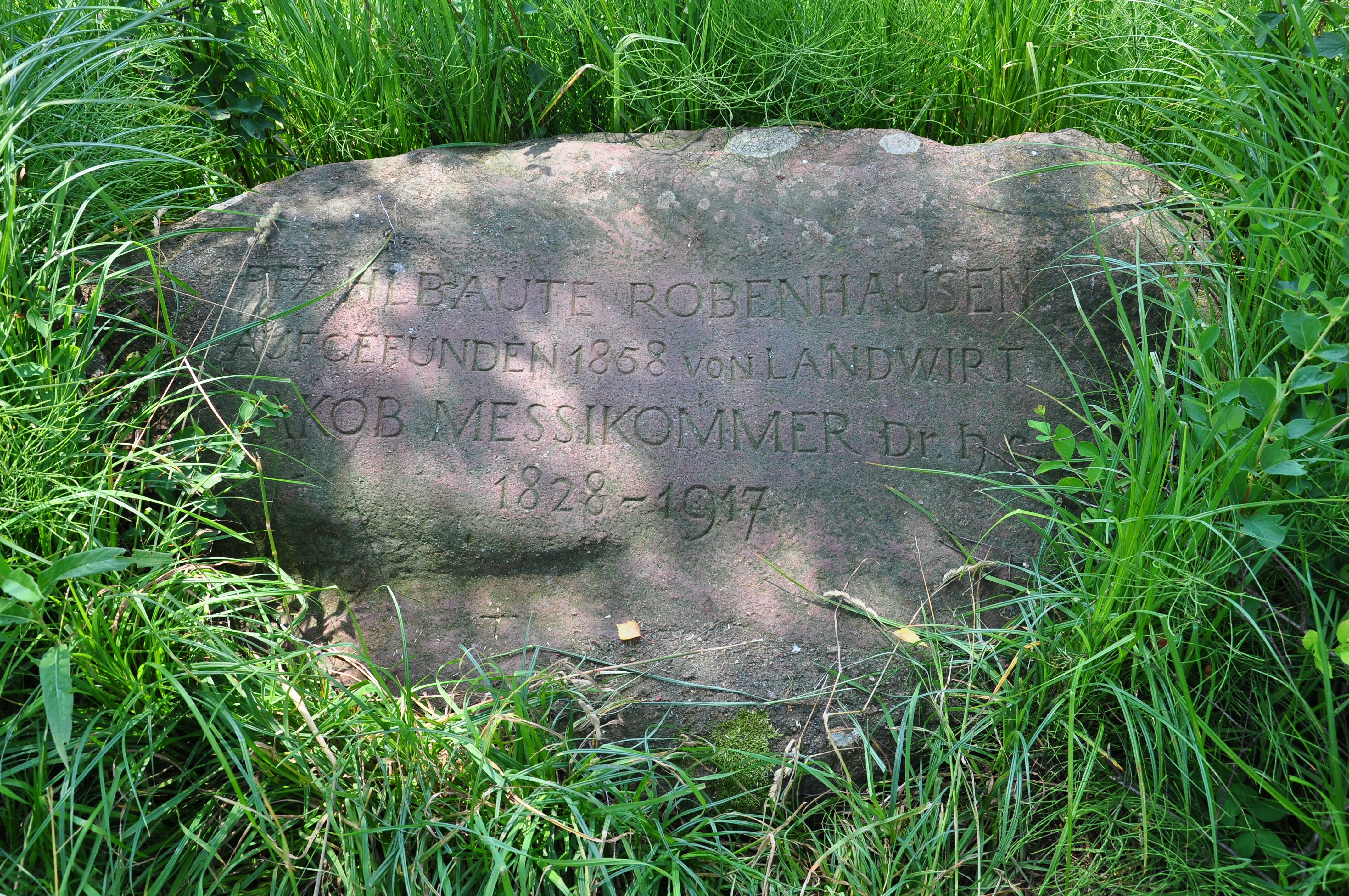
Gedenksteen voor de ontdekking van de restanten van prehistorische paalwoningen door Jakob Messikommer in Wetzikon (kanton Zürich).

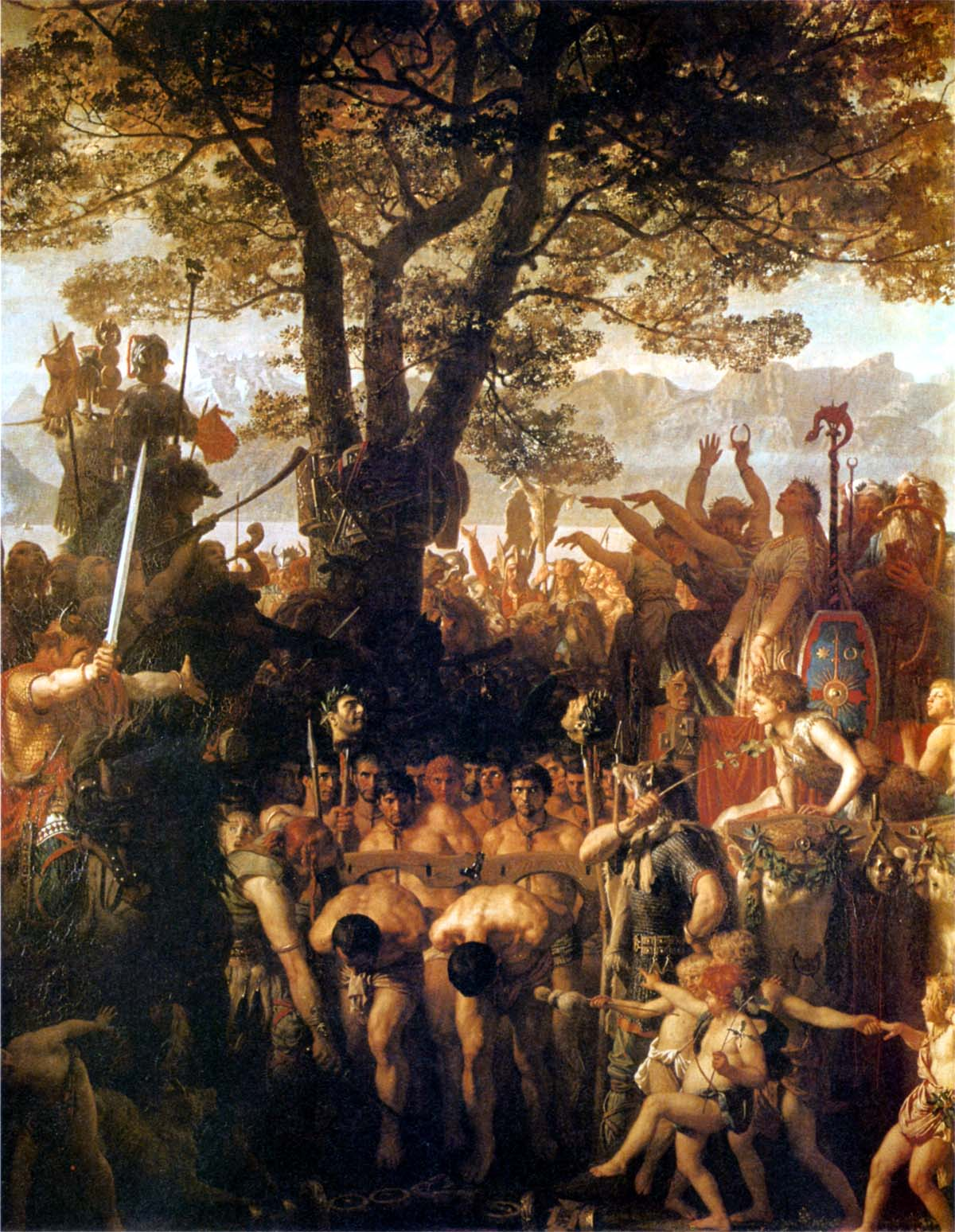
"Les Romains passant sous le joug", schilderij van Charles Gleyre, 1858. Het portret toont een van de stichtingsmythes van Zwitserland.

- Jules-Samuel Jequier, die nog in de leer was geweest bij Édouard Bovet, richt in Fleurier (kanton Neuchâtel) het luxehorlogemerk Arcadia op.
- Op de site Wetzikon-Robenhausen in Wetzikon (kanton Zürich), gelegen aan de Pfäffikersee, ontdekt archeoloog Jakob Messikommer restanten van prehistorische paalwoningen die later onderdeel zouden uitmaken van het door Unesco als werelderfgoed erkende prehistorische paalwoningen in de Alpen.

### Maart
- 16 maart: De spoorlijn Lyon - Genève wordt geopend. De Zwitserse stad Genève is nu ook verbonden met het Franse spoorwegennet.

### April
- 1 april: De spoorlijn Bazel - Olten, ook de Hauensteinlinie genoemd, wordt geopend. De opening van deze spoorlijn liep vertraging op door het ongeluk in de Hauenstein-Scheiteltunnel in mei 1857.

### Mei
- 15 mei: De Schweizerische Nordostbahn opent de spoorlijn tussen Brugg en Aarau, het tweede onderdeel van de spoorlijn Baden - Aarau. Het traject van Baden naar Brugg was al geopend in september 1856.

### Juni
- 25 juni: Het laatste onderdeel van de spoorlijn Lausanne – Genève wordt geopend. De lijn is nu volledig in gebruik.

### Juli
- 2 juli: In Saint-Luc (kanton Wallis) breekt een brand uit. Veel woningen die uit hout zij opgetrokken, gaan in de vlammen op.

### Augustus
- 11 augustus: De Ier Charles Barrington en zijn Zwitserse berggids Christian Almer en hun metgezellen bereiken als eerste mensen in de geschiedenis de top van de Eiger, een berg in het Berner Oberland.

## Geboren
- Jacques Dunant, architect (overl. 1939)
- Achilles Schlöth, beeldhouwer (overl. 1904)
- Paul Schoop, chemicus (overl. 1907)
- Otto Steiger, ingenieur (overl. 1923)
- Franz Joseph Untersee, architect (overl. 1927)
- 16 januari: Albert Bonnard, advocaat, journalist en politicus (overl. 1917)
- 23 januari: Lisa Wenger, kunstschilderes (overl. 1941)
- 2 februari: Louis Courthion, schrijver en journalist (overl. 1922)
- 13 februari: Eduard Wildbolz, officier (overl. 1932)
- 17 februari: Joachim de Giacomi, arts en mecenas (overl. 1921)
- 20 februari: Frédéric Florian, illustrator en graveur (overl. 1926)
- 24 februari: Klemens Iten, politicus (overl. 1932)
- 24 februari: Johann Albert Lüthi, glasschilder en architect (overl. 1903)
- 3 maart: Carlo Salvioni, filoloog (overl. 1920)
- 5 maart: Wilhelm Schmid, militair (overl. 1939)
- 9 maart: Edouard John Mentha, kunstschilder (overl. 1933)
- 15 maart: Bertrand Weber, ondernemer (overl. 1945)
- 19 maart: Virgile Rossel, advocaat, hoogleraar, rector, schrijver en politicus (overl. 1933)
- 28 maart: Johann Georg Birnstiel, geestelijke en schrijver (overl. 1927)
- 29 maart: Adolf Fäh, geestelijke en kunsthistoricus (overl. 1932)
- 7 april: Fritz Henri Mentha, jurist, hoogleraar en rector (overl. 1945)
- 15 april: Lina Bögli, schrijfster (overl. 1941)
- 5 mei: Alfred Gautier, advocaat, rechter en hoogleraar (overl. 1920)
- 10 mei: Robert Zollinger, architect (overl. 1939)
- 18 mei: Marie-Louise Bion, kunstschilderes (overl. 1939)
- 18 juni: Frédéric Boissonnas, fotograaf (overl. 1946)
- 18 juni: Hans Schardt, geoloog (overl. 1931)
- 18 juni: Adolphe Vautier, ondernemer en politicus (overl. 1914)
- 4 juli: Isaac Oyex-Ponnaz, politicus (overl. 1919)
- 10 juli: Paul Hofer, historicus (overl. 1940)
- 10 juli: Lydia Welti-Escher, filantrope en mecenas (overl. 1891)
- 13 juli: Emil Strub, spoorwegingenieur en uitvinder (overl. 1909)
- 25 juni: Félix Bonjour, journalist en politicus (overl. 1942)
- 29 september: Adolf Brodbeck, politicus (overl. 1937)
- 1 oktober: August Hardegger, architect (overl. 1927)
- 4 oktober: Ernst Baumgart, architect (overl. 1938)
- 8 oktober: Lucius Spengler, longarts (overl. 1923)
- 23 oktober: Jacques Gros, architect (overl. 1922)
- 13 november: Edgar Steiger, Duits-Zwitsers schrijver en journalist (overl. 1919)
- 21 november: Anna von Planta, filantrope (overl. 1934)
- 23 november: Alfred Joller, bibliothecaris (overl. 1945)
- 5 december: Maurice Goetschel, advocaat en politicus (overl. 1921)
- 6 december: Hans Schinz, botanicus (overl. 1941)
- 7 december: Gustav Gull, architect (overl. 1942)
- 25 december: Anton Huonder, theoloog en schrijver (overl. 1926)

## Overleden
- Otto Carisch, historicus en geestelijke (geb. 1789)
- Bernhard Freuler, kunstschilder (geb. 1796)
- 2 januari: Johann Schneider, politicus (geb. 1792)
- 9 januari: Susette Hirzel, kunstschilderes (geb. 1769)
- 20 januari: Joseph Zünd, politicus (geb. 1793)
- 30 januari: Heinrich von Arx, kunschilder en uitgever (geb. 1802)
- 31 januari: Jakob Ulrich Ritter, politicus (geb. 1810)
- 3 februari: Johann Scheidegger, kunstschilder (geb. 1777)
- 12 februari: Gustav Albert Wegmann, architect (geb. 1812)
- 7 maart: Johann Conrad Troll, pedagoog en historicus (geb. 1783)
- 13 april: Johann Jakob Martin, politicus (geb. 1790)
- 21 april: Louis Wyrsch, politicus en militair (geb. 1793)
- 29 april: Léon Pittet, politicus (geb. 1806)
- 12 mei: Friedrich Salathé, kunstschilder (geb. 1793)
- 28 mei: Jean François Mayor de Montricher Zwitsers-Frans ingenieur (geb. 1810)
- 9 juni: Plazid Weissenbach, rechter en politicus (geb. 1814)
- 22 augustus: Christoph Merian, bankier en zakenman (geb. 1800)
- 2 september: Jean-Henri Baumann, kunstschilder (geb. 1801)
- 19 oktober: Frédéric Fonjallaz, rechter en politicus (geb. 1802)
- 1 november: Gerold Meyer von Knonau, geograaf, historicus en archivaris (geb. 1804)
- 26 november: Friedrich Fueter, politicus (geb. 1802)
- 28 november: Albert von Haller, bisschop (geb. 1808)
- 3 december: Johann Jakob Meyer, kunstschilder (geb. 1787)
- 17 december: Jakob Burckhardt de Oudere, geestelijke (geb. 1785)

1848
· 1849
· 1850
· 1851
· 1852
· 1853
· 1854
· 1855
· 1856
· 1857
· 1858
· 1859
· 1860
· 1861
· 1862
· 1863
· 1864
· 1865
· 1866
· 1867
· 1868
· 1869
· 1870
· 1871
· 1872
· 1873
· 1874
· 1875
· 1876
· 1877
· 1878
· 1879
· 1880
· 1881
· 1882
· 1883
· 1884
· 1885
· 1886
· 1887
· 1888
· 1889
· 1890
· 1891
· 1892
· 1893
· 1894
· 1895
· 1896
· 1897
· 1898
· 1899
· 1900
· 1901
· 1902
· 1903
· 1904
· 1905
· 1906
· 1907
· 1908
· 1909
· 1910
· 1911
· 1912
· 1913
· 1914
· 1915
· 1916
· 1917
· 1918
· 1919
· 1920
· 1921
· 1922
· 1923
· 1924
· 1925
· 1926
· 1927
· 1928
· 1929
· 1930
· 1931
· 1932
· 1933
· 1934
· 1935
· 1936
· 1937
· 1938
· 1939
· 1940
· 1941
· 1942
· 1943
· 1944
· 1945
· 1946
· 1947
· 1948
· 1949
· 1950
· 1951
· 1952
· 1953
· 1954
· 1955
· 1956
· 1957
· 1958
· 1959
· 1960
· 1961
· 1962
· 1963
· 1964
· 1965
· 1966
· 1967
· 1968
· 1969
· 1970
· 1971
· 1972
· 1973
· 1974
· 1975
· 1976
· 1977
· 1978
· 1979
· 1980
· 1981
· 1982
· 1983
· 1984
· 1985
· 1986
· 1987
· 1988
· 1989
· 1990
· 1991
· 1992
· 1993
· 1994
· 1995
· 1996
· 1997
· 1998
· 1999
· 2000
· 2001
· 2002
· 2003
· 2004
· 2005
· 2006
· 2007
· 2008
· 2009
· 2010
· 2011
· 2012
· 2013
· 2014
· 2015
· 2016
· 2017
· 2018
· 2019
· 2020
· 2021
· 2022
· 2023